# Prosodes nuratensis
Prosodes nuratensis là một loài bọ cánh cứng trong họ Tenebrionidae. Loài này được Semenow miêu tả khoa học năm 1894.